# Ėmil' Grigor'evič Gilel's
Ėmil' Grigor'evič Gilel's (in russo Эмиль Григорьевич Гилельс?; Odessa, 19 ottobre 1916 – Mosca, 14 ottobre 1985) è stato un pianista sovietico.

## Biografia
Gilel's era nato a Odessa nel 1916 da una famiglia di musicisti. Aveva iniziato lo studio del pianoforte all'età di sei anni ed aveva debuttato in pubblico nel 1929 a soli tredici. Nel 1930 Gilel's era entrato al conservatorio di Odessa dove aveva seguito gli insegnamenti di Berta Reingbald, che Gilel's ha sempre ricordato infatti come sua prima e principale influenza formativa.
Nel 1933, a diciassette anni, Gilel's vinse il concorso All Soviet Union Piano Competition, che era alla prima edizione. Dopo il diploma al conservatorio di Odessa nel 1935, si trasferì a Mosca, dove studiò presso il locale conservatorio seguendo le lezioni del famoso didatta Heinrich Neuhaus fino al 1937. L'anno seguente, a 22 anni, vinse a Bruxelles l'Ysaÿe International Festival, lasciando dietro di sé concorrenti come Arturo Benedetti Michelangeli e Moura Lympany. A partire dalla fine degli anni trenta ebbe quindi la possibilità di farsi notare come uno dei maggiori pianisti sovietici della sua generazione, al punto di meritarsi la dedica della Sonata per pianoforte n. 8 di Prokof'ev, che eseguì in prima assoluta il 30 dicembre 1944 nella sala grande del conservatorio di Mosca.
Membro del Partito comunista fin dal 1942, Ėmil' Gilel's fu il primo artista sovietico al quale fu concesso di viaggiare a lungo all'Ovest. A partire dal 1947 Gilel's ebbe modo di effettuare alcune tournée in Europa occidentale, negli anni cinquanta poté quindi recarsi in tournée anche negli Stati Uniti, seguendo le orme di altri famosi pianisti di origine slava, come Rachmaninov e Rubinstein. Il suo debutto americano avvenne il 3 ottobre del 1955 a Filadelfia ove eseguì, con l'orchestra omonima, in modo magistrale e con successo di critica e di pubblico, il concerto n. 1 di Čajkovskij, poi in seguito alla Carnegie Hall di New York, sempre con la stessa orchestra di Filadelfia. Fu eseguito ancora con la New York Philharmonic, in concomitanza del 20º anniversario della nascita dell'ONU, nella sala della stessa sede. Infine lo stesso concerto venne inciso a Chicago con la Chicago Symphony Orchestra sotto la direzione del famoso direttore d'orchestra Fritz Reiner.
Svolse il ruolo di professore al conservatorio di Mosca dopo il 1952. Nei suoi ultimi anni, rimase in Unione Sovietica recandosi solo raramente all'estero; nel corso della prima metà degli anni ottanta, a causa del manifestarsi di seri problemi cardiaci, diradò le sue apparizioni in pubblico, dedicandosi soprattutto alle incisioni in sala discografica.
La morte lo colse improvvisamente a Mosca, il 14 ottobre 1985, pochi giorni prima del suo sessantanovesimo compleanno, mentre stava per completare il ciclo delle Sonate per pianoforte di Beethoven per l'etichetta discografica tedesca Deutsche Grammophon.
Gilel's è stato assieme a Sviatoslav Richter il maggiore pianista sovietico della sua generazione e uno dei primissimi a recarsi frequentemente all'estero per i suoi concerti; nei suoi confronti le autorità politiche e culturali sovietiche furono prodighe di riconoscimenti, vinse infatti il prestigioso Premio Stalin nel 1946, ricevette l'Ordine di Lenin nel 1961 e nel 1966 ed infine il Premio Lenin nel 1962.
Ėmil' Gilel's è stato ammirato universalmente per la sua magistrale padronanza tecnica e per la lucidità analitica di molte sue esecuzioni. Le interpretazioni dei classici austriaci e tedeschi hanno costituito il nocciolo del suo repertorio, in particolare quelle di Beethoven, Brahms e Schumann, è stato inoltre particolarmente apprezzato nell'esecuzione di opere di Scarlatti, Bach e della musica di autori novecenteschi come Debussy, Bartók e Prokof'ev.

## Le incisioni memorabili
- 1935 - Liszt: Fantasia sui temi de Le Nozze di Figaro di Mozart
- 1951 - Liszt: Rapsodia ungherese n. 9
- 1955 - Rachmaninov: Concerto per pianoforte n. 3 in Re minore, Op. 30 (dir. Cluytens)*
- 1955 - Čajkovskij: Concerto per pianoforte n. 1 in Si bemolle minore Op. 23 Chicago Simphony Orchestra, Fritz Reiner, RCA KV 24
- 1954 - Saint-Saëns: Concerto per pianoforte n. 2 in Sol minore, Op. 22 (dir. Cluytens)*
- 1957 - Beethoven: Concerto per pianoforte N. 4 (cond. Ludwig)
- 1957 - Scriabin: Sonata per pianoforte n. 4 in Fa diesis Maggiore, Op. 30*
- 1958 - Brahms: Concerto per pianoforte n. 2 in Sib Maggiore, Op. 83 (dir. Reiner)
- 1968 - Medtner: Sonata per Pianoforte n. 10 in La minore, Op. 38 No. 1
- 1971 - Mozart: Sonata per pianoforte n. 8 in La minore, KV 310 (Ossiach)*
- 1972 - Čajkovskij: Concerto per pianoforte n. 2 in Sol Maggiore, Op. 44 (dir. Maazel)
- 1972 - Brahms: Concerto per pianoforte n. 1 in re minore, Op. 15 (Berliner Philharmoniker/Eugen Jochum)
- 1972 - Brahms: Concerto per pianoforte n. 2 in si bemolle maggiore, Op. 83 (Berliner Philharmoniker/Eugen Jochum)
- 1972 - Beethoven: Sonata per pianoforte n. 21 in Do maggiore, Op. 53 Waldstein
- 1973 - Beethoven: Sonata per pianoforte n. 23 in Fa minore, Op. 57 Appassionata
- 1973 - Debussy: Images, Book 1*
- 1973 - Mozart: Concerto per pianoforte n. 27 in Sib Maggiore, K595 (dir. Böhm)
- 1974 - Grieg: Pezzi lirici (selezione)
- 1974 - Prokofiev: Sonata n. 8 in Sib Maggiore, Op. 84
- 1976 - Schubert: Forellenquintett ("Quintetto della trota") Quintetto per for Pianoforte, Violino, Viola, Violoncello e Contrabbasso in La maggiore D667 (con Amadeus Quartet)
- 1978 - Chopin: Sonata per pianoforte n. 3 in Si minore, Op. 58
- 1982 - Beethoven: Sonata per pianoforte n. 29 in Sib Maggiore, Op. 106 Hammerklavier

*registrazioni di esecuzioni dal vivo